# DJ Paul
DJ Paul, właściwie Paul Duane Beauregard (ur. 12 stycznia 1977 w Memphis) – amerykański raper, producent muzyczny. Jest członkiem zespołu hip-hopowego Three 6 Mafia, który tworzy wspólnie z Juicy J. W 2006 roku wspólnie z  Juicy J i Frayser Boyem otrzymali Oscara w kategorii najlepsza piosenka oryginalna za „Its Hard Out Here for a Pimp”.

## Dyskografia

### Album studyjne
- 2002: Underground Volume 16: For Da Summa
- 2009: Scale-A-Ton
- 2010: Too Kill Again: The Album

### Mixtape’y
- 2009: The Weigh In
- 2010: Too Kill Again